# كولن فرانكلين
كولن فرانكلين هو فيزيائي وعالم فلك ومهندس كندي، ولد في 1927.